# Trirhithrum leucopsis
Trirhithrum leucopsis är en tvåvingeart som beskrevs av Mario Bezzi 1918. Trirhithrum leucopsis ingår i släktet Trirhithrum och familjen borrflugor. Inga underarter finns listade i Catalogue of Life.